# New Labour

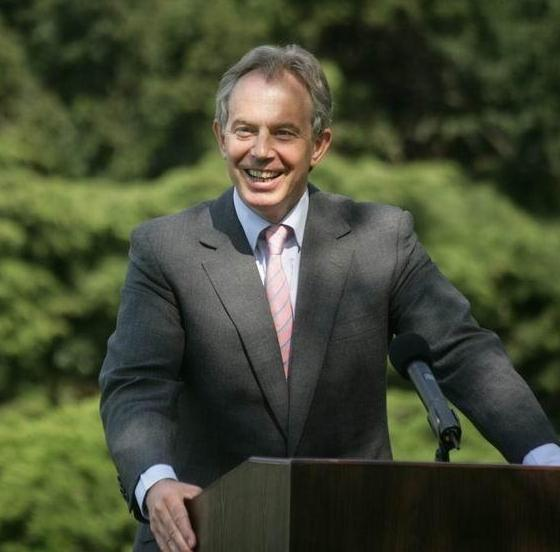
Tony Blair, figure clé du New Labour.

Le New Labour est la période de l'histoire du Parti travailliste britannique, associée au courant du blairisme, qui s'étend du milieu des années 1990 au début des années 2000 sous les leaderships de Tony Blair et Gordon Brown.

## Origine
L'expression « New Labour » vient d'un slogan utilisé par le parti lors de son congrès de 1994 puis dans un document pré-électoral de 1996 appelé « New Labour, New Life For Britain (en) » (« Un nouveau Parti travailliste, une nouvelle vie pour le Royaume-Uni »). Le New Labour se voulait alors la marque d'un Parti travailliste réformé, ayant modifié la clause IV (en) de ses statuts pour accepter l'économie de marché. Elle a été largement utilisée lorsque le parti était au pouvoir à partir de 1997 puis réélu en 2001 et 2005.
L'idée du New Labour a été développé afin de se différencier du Old Labour, critiqué pour avoir rompu ses promesses électorales et pour ses liens avec les syndicats et l'État. Ainsi, après les leaderships de Neil Kinnock et John Smith, l'objectif du New Labour était d'élargir l'attractivité du parti auprès des classes moyennes et supérieures.

## Politique
La philosophie du New Labour est basée sur la troisième voie développée par Anthony Giddens qui entendait proposer une synthèse entre capitalisme et socialisme. Elle est influencée par la pensée politique d'Anthony Crosland, les leaderships de Tony Blair et Gordon Brown et la stratégie de communication de Peter Mandelson et Alastair Campbell.
Ainsi, le New Labour insiste sur l'importance de la justice sociale et l'égalité des chances plutôt que sur l'égalité et croit au libre marché comme moyen d'y parvenir. Pourtant, selon le journaliste Richard Gott, « l’expression "justice sociale" est utilisée essentiellement comme ornement rhétorique, car elle n’a aucune signification ou réalisation concrète à son actif. Toute suggestion qu’elle puisse impliquer une redistribution de la richesse (longtemps l’objectif du "vieux travaillisme") a provoqué l’opposition virulente de M. Blair. La tendance est plutôt dans le sens opposé : rien ne doit entraver la "création de richesse", ce qui signifie l’acceptation des énormes inégalités de revenus caractéristiques du Royaume-Uni de M. Blair, comme de celui de Mme Thatcher. »
Margaret Thatcher elle-même, lorsqu’il lui fut demandé en 2002 quelle était sa plus grande réussite, répondit : « Tony Blair et le New Labour. ».
L’idéologie du New Labour est rapidement devenue impopulaire auprès des militants du Parti travailliste et Tony Blair s'est alors employé à empêcher tout débat interne. C’est ainsi qu’il supprima tout débat en conseil des ministres, et réduisit considérablement l'importance du congrès annuel du parti, qui discutait traditionnellement de sa politique.